# Campeonato Europeo de Baloncesto Masculino de 1989
La edición XXVI del Campeonato de Europa masculino de baloncesto tuvo lugar en la ciudad de Zagreb (Yugoslavia) en 1989 y contó con la presencia de 8 selecciones nacionales.

## Grupos
Los ocho equipos participantes fueron divididos en dos grupos de la forma siguiente:
| Grupo A         | Grupo B    |
| --------------- | ---------- |
| España          | Bulgaria   |
| Italia          | Francia    |
| Países Bajos    | Grecia     |
| Unión Soviética | Yugoslavia |

## Primera fase

### Grupo A
| Equipo          | J | G | P | T+  | T-  | DT  | PTS |
| --------------- | - | - | - | --- | --- | --- | --- |
| Unión Soviética | 3 | 3 | 0 | 304 | 236 | +68 | 6   |
| Italia          | 3 | 2 | 1 | 270 | 229 | +41 | 5   |
| España          | 3 | 1 | 2 | 250 | 281 | -31 | 4   |
| Países Bajos    | 3 | 0 | 3 | 198 | 276 | -78 | 3   |

| Fecha    | Partido         | Partido | Partido         | Resultado |
| -------- | --------------- | ------- | --------------- | --------- |
| 20.06.89 | Países Bajos    | -       | España          | 76-78     |
| 20.06.89 | Italia          | -       | Unión Soviética | 84-87     |
| 21.06.89 | Unión Soviética | -       | Países Bajos    | 109-56    |
| 21.06.89 | España          | -       | Italia          | 76-97     |
| 22.06.89 | Países Bajos    | -       | Italia          | 66-89     |
| 22.06.89 | Unión Soviética | -       | España          | 108-96    |

### Grupo B
| Equipo     | J | G | P | T+  | T-  | DT  | PTS |
| ---------- | - | - | - | --- | --- | --- | --- |
| Yugoslavia | 3 | 3 | 0 | 307 | 235 | +72 | 6   |
| Grecia     | 3 | 2 | 1 | 251 | 250 | +1  | 5   |
| Francia    | 3 | 1 | 2 | 272 | 264 | +8  | 4   |
| Bulgaria   | 3 | 0 | 3 | 229 | 310 | -81 | 3   |

| Fecha    | Partido    | Partido | Partido    | Resultado |
| -------- | ---------- | ------- | ---------- | --------- |
| 20.06.89 | Francia    | -       | Bulgaria   | 109-78    |
| 20.06.89 | Yugoslavia | -       | Grecia     | 103-68    |
| 21.06.89 | Grecia     | -       | Francia    | 80-74     |
| 21.06.89 | Bulgaria   | -       | Yugoslavia | 78-98     |
| 22.06.89 | Grecia     | -       | Bulgaria   | 103-73    |
| 22.06.89 | Francia    | -       | Yugoslavia | 89-106    |

## Fase final

### Puestos del 1 al 4
|  | Semifinales     | Semifinales |    |        | Final           | Final |  |
|  |                 |             |    |        |                 |       |  |
|  |                 |             |    |        |                 |       |  |
|  |                 |             |    |        |                 |       |  |
|  | Yugoslavia      | 97          |    |        |                 |       |  |
|  | Italia          | 80          |    |        |                 |       |  |
|  |                 |             |    |        |                 |       |  |
|  |                 |             |    |        |                 |       |  |
|  |                 |             |    |        | Yugoslavia      | 98    |  |
|  |                 | Grecia      | 77 |        |                 |       |  |
|  |                 |             |    |        |                 |       |  |
|  |                 |             |    |        |                 |       |  |
|  |                 |             |    |        | Tercer puesto   |       |  |
|  |                 |             |    |        |                 |       |  |
|  | Grecia          | 81          |    | Italia | 76              |       |  |
|  | Unión Soviética | 80          |    |        | Unión Soviética | 104   |  |

### Puestos del 5 al 8
|  | Puestos del 5 al 8 | Puestos del 5 al 8 |    |              | Puesto 5 | Puesto 5 |  |
|  |                    |                    |    |              |          |          |  |
|  |                    |                    |    |              |          |          |  |
|  |                    |                    |    |              |          |          |  |
|  | Francia            | 107                |    |              |          |          |  |
|  | Países Bajos       | 100                |    |              |          |          |  |
|  |                    |                    |    |              |          |          |  |
|  |                    |                    |    |              |          |          |  |
|  |                    |                    |    |              | Francia  | 87       |  |
|  |                    | España             | 95 |              |          |          |  |
|  |                    |                    |    |              |          |          |  |
|  |                    |                    |    |              |          |          |  |
|  |                    |                    |    |              | Puesto 7 |          |  |
|  |                    |                    |    |              |          |          |  |
|  | Bulgaria           | 85                 |    | Países Bajos | 86       |          |  |
|  | España             | 108                |    |              | Bulgaria | 91       |  |

### Puestos del 5º al 8º
| Fecha    | Partido  | Partido | Partido      | Resultado |
| -------- | -------- | ------- | ------------ | --------- |
| 24.06.89 | Francia  | -       | Países Bajos | 107-100   |
| 24.06.89 | Bulgaria | -       | España       | 85-108    |

### Semifinales
| Fecha    | Partido    | Partido | Partido         | Resultado |
| -------- | ---------- | ------- | --------------- | --------- |
| 24.06.89 | Yugoslavia | -       | Italia          | 97-80     |
| 24.06.89 | Grecia     | -       | Unión Soviética | 81-80     |

### Séptimo puesto
| Fecha    | Partido      | Partido | Partido  | Resultado |
| -------- | ------------ | ------- | -------- | --------- |
| 25.06.89 | Países Bajos | -       | Bulgaria | 86-91     |

### Quinto puesto
| Fecha    | Partido | Partido | Partido | Resultado |
| -------- | ------- | ------- | ------- | --------- |
| 25.06.89 | Francia | -       | España  | 87-95     |

### Tercer puesto
| Fecha    | Partido | Partido | Partido         | Resultado |
| -------- | ------- | ------- | --------------- | --------- |
| 25.06.89 | Italia  | -       | Unión Soviética | 76-104    |

### Final
| Fecha    | Partido    | Partido | Partido | Resultado |
| -------- | ---------- | ------- | ------- | --------- |
| 25.06.89 | Yugoslavia | -       | Grecia  | 98-77     |

## Medallero
|            |        |                 |
| Yugoslavia | Grecia | Unión Soviética |

## Clasificación final
| 1. - Yugoslavia      |
| 2. - Grecia          |
| 3. - Unión Soviética |
| 4. - Italia          |
| 5. - España          |
| 6. - Francia         |
| 7. - Bulgaria        |
| 8. - Países Bajos    |

## Plantilla de los 4 primeros clasificados
1.Yugoslavia: Dražen Petrović, Toni Kukoc, Vlade Divac, Dino Radja, Zarko Paspalj, Stojan Vranković, Predrag Danilović, Jure Zdovc, Zoran Cutura, Zdravko Radulovic, Zoran Radović, Mario Primorac (Entrenador: Dusan Ivkovic)
2.Grecia: Nikos Galis, Panagiotis Giannakis, Panagiotis Fasoulas, Fanis Christodoulou, Nikos Filippou, Dinos Angelidis, Argiris Kambouris, Kostas Patavoukas, David Stergakos, Liveris Andritsos, Dimitris Papadopoulos, John Korfas (Entrenador: Efthimis Kioumourtzoglou)
3.Unión Soviética: Arvydas Sabonis, Alexander Volkov, Sarunas Marciulionis, Rimas Kurtinaitis, Valdemaras Chomicius, Valeri Tikhonenko, Aleksander Belostenny, Tiit Sokk, Valeri Goborov, Gundars Vetra, Viktor Berejnoi, Elshad Gadashev (Entrenador: Vladas Garastas)
4.Italia: Mike D'Antoni, Antonello Riva, Walter Magnifico, Roberto Brunamonti, Riccardo Morandotti, Augusto Binelli, Ario Costa, Andrea Gracis, Massimo Iacopini, Sandro Dell'Agnello, Giuseppe Bosa, Flavio Carera (Entrenador: Sandro Gamba)

## Trofeos individuales

### Mejor jugador (MVP)
- Dražen Petrović